# پسر نامرئی
پسر نامرئی (انگلیسی: The Invisible Boy) فیلمی در ژانر علمی–تخیلی به کارگردانی هرمان هافمن است که در سال ۱۹۵۷ منتشر شد. از بازیگران آن می‌توان به ریچارد آیر، فیلیپ ابوت، و هارولد جی استون اشاره کرد.